# Genet
Genet (také geneta nebo klonální kolonie) je skupina geneticky identických organismů, většinou hub nebo rostlin, rostoucích v těsné blízkosti. Tyto organismy vznikly ze stejného předka pomocí nepohlavního rozmnožování. Slovo genet pochází z angličtiny.

## Houby
V současné době se tento termín používá hlavně u hub stopkovýtrusých, ale může být vztažen i na jiné. Genety hub se od sebe dají navzájem odlišit metodami molekulární genetiky. Jeden druh pak tvoří na jednotce plochy více genet, u kterých se může pomocí genetické příbuznosti sestrojit dendrogram. Z dendrogramu se pak sleduje příbuznoust jednotlivých genet a jejich šíření v čase a prostoru. Toto porovnávání může znepřesnit jev, kdy plodnice fruktifikují na primárním myceliu.

### Výskyt
S genety se můžeme setkat jak v lesích, tak i na loukách a v jiných podmínkách. Vyskytují se často pod plodnicemi některých hub. Například čarodějné kruhy jsou tvořeny několika genety.

## Rostliny
Rostlinné genety bývají spojené kořenovým systémem. Individuální jednotka takové genety se nazývá rameta, která může na povrchu vypadat jako jednotlivá rostlina.
Rozsáhlé genety tvoří například některé druhy topolů. Největším z nich je Pando tvořený topolem osikovitým.